# هررلد (بيدفوردشير)
هررلد (بالإنجليزية: Harrold, Bedfordshire)‏ هي قرية و أبرشية مدنية تقع في المملكة المتحدة في إنجلترا.  يقدر عدد سكانها بـ 1,300 نسمة .

## معرض صور

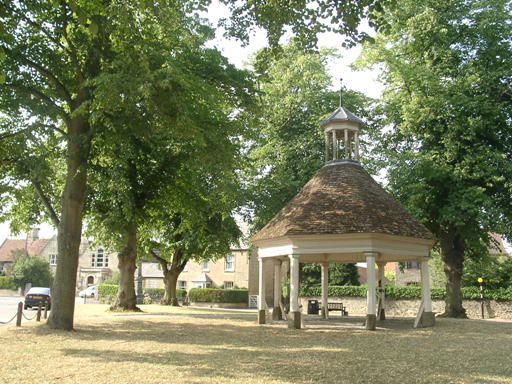
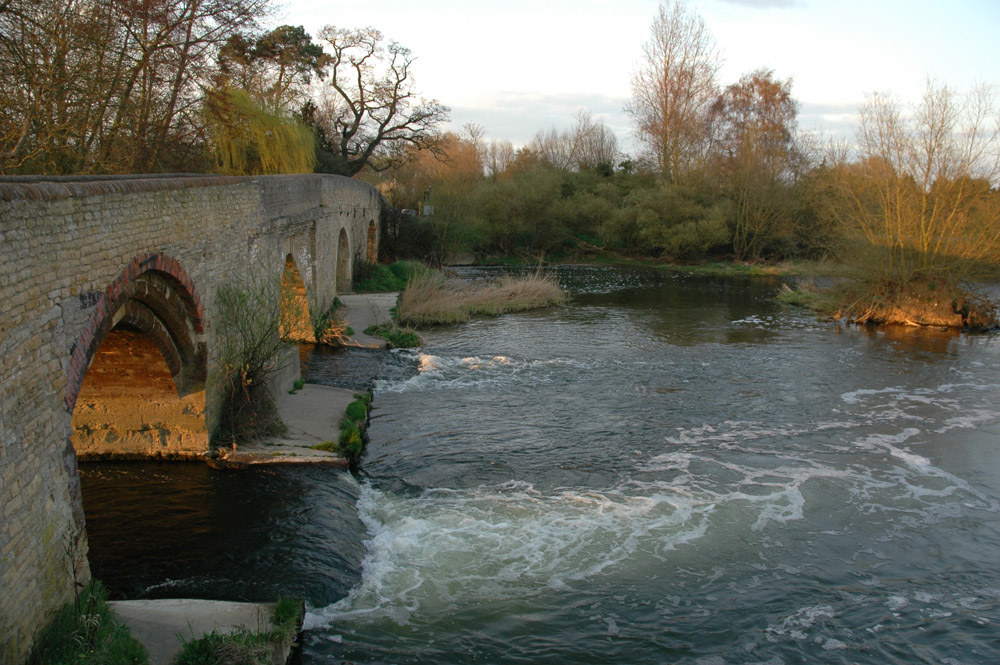
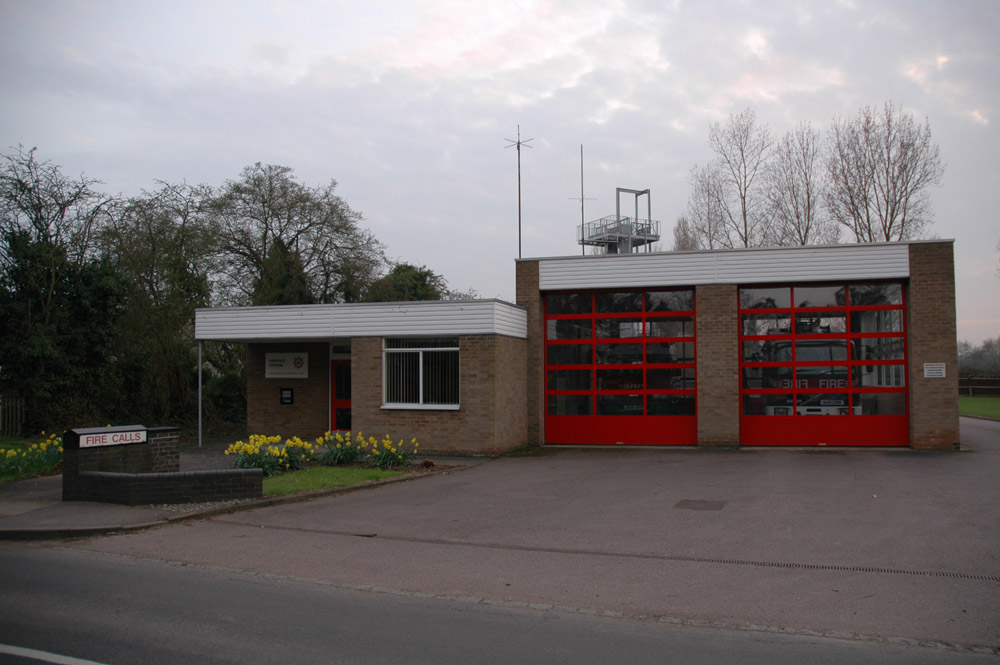
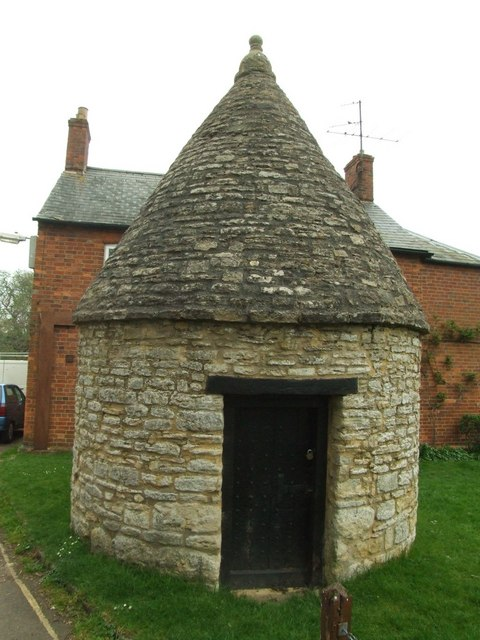